# Atabeg al-Asakir
Atabeg al-Asakir fou un càrrec de la cort dels mamelucs d'Egipte.
Quan el càrrec de virrei (naib al-saltana) va perdre rellevància, el d'atabeg al-asakir va ocupar el seu lloc. L'atabeg al-sakir era el comandant en cap de l'exèrcit i era un verrei del sultà al que assistia en totes les seves decisions. El càrrec es va impossar a l'època circassiana i anava acompanyat del títol mudabir al-mamalik (o mudabir al-mamalik al-islamiyya) i generalment succeïa al sultà al tron.